# 31358 Garethcollins
31358 Garethcollins è un asteroide della fascia principale. Scoperto nel 1998, presenta un'orbita caratterizzata da un semiasse maggiore pari a 2,195032 UA e da un'eccentricità di 0,187921, inclinata di 6,391215° rispetto all'eclittica. Ha un diametro di 3,265 km.